# Пончо

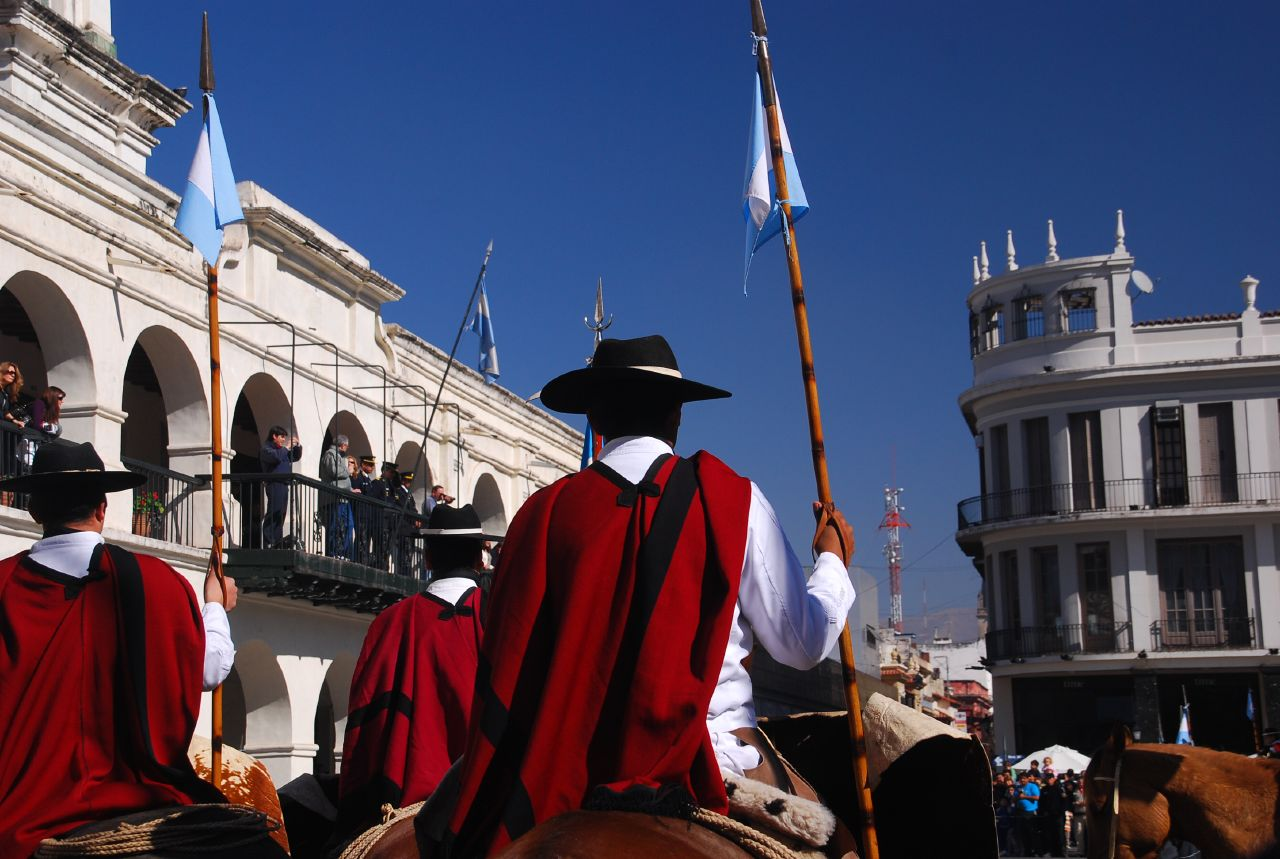
Пончо

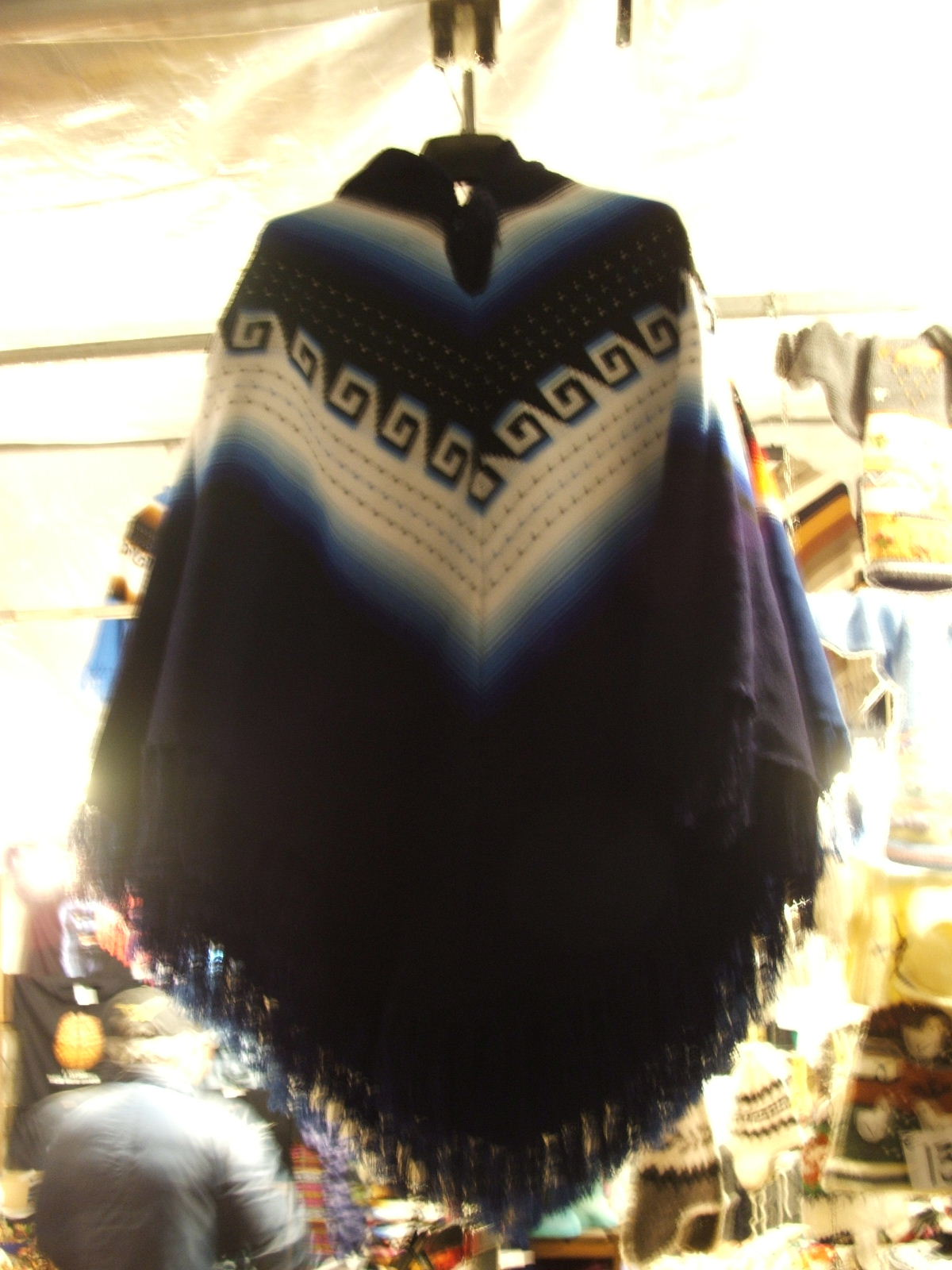
Андійське пончо

По́нчо (ісп. poncho, з мови кечуа punchu, в свою чергу, імовірно, з арауканської) — традиційний верхній одяг індіанського і креольського населення андійського регіону Південної Америки.
Пончо — це великий прямокутний відріз тканини (часто цупкої, напр. вовни альпаки) з отвором для шиї і голови посередині.

## Історія
Вважається, що початково пончо були одягом арауканів Патагонії ще задовго до приходу європейців, від яких традицію їхнього виготовлення перейняли інки (подібний одяг у останніх мав назву якола).
Пончо було і лишається типовим одягом жителів Анд, відрізняючись незначно за формою, а також за кольоровим забарвленням і оздобленням як в залежності від місцевості, так і (раніше) згідно з ієрархією місця в суспільстві, яке займав його володар.

## Мода
У 60-х рр. ХХ ст. модельєри використали пончо у міжнародній жіночій моді, значно осучаснивши й фактично змінивши його призначення. Сучасне жіноче пончо від традиційного індіанського одягу зберегло фактично основу покрою — відсутність рукавів і отвір для голови.

## Військове пончо
Військовики почали використовувати модифіковане пончо, де найпомітнішими змінами стало те, що навколо отвору для голови пришивають капюшон що стягується, а на кутах (або по периметру), як у плаща-намета, наскрізні отвори з кільцями (найчастіше металевими). Виготовляють з водостійкого чи водовідштовхувального матеріалу, незначної товщини та ваги, що має переваги при зберіганні та транспортуванні, швидкому складанні.